# Molophilus ephippiger
Molophilus ephippiger är en tvåvingeart som beskrevs av Alexander 1934. Molophilus ephippiger ingår i släktet Molophilus och familjen småharkrankar.
Artens utbredningsområde är Taiwan. Inga underarter finns listade i Catalogue of Life.